# Ettore Peretti
Ettore Peretti (Costermano sul Garda, 14 marzo 1958 – Costermano sul Garda, 28 gennaio 2018) è stato un politico italiano.

## Biografia
È stato consigliere e assessore del Comune di Costermano dal 1985 al 1990 e assessore provinciale dal 1992 al 1994.

### Elezione a deputato
È stato deputato nella XII, XIII e XIV legislatura.
Alle elezioni politiche del 2006 viene rieletto deputato della XV legislatura della Repubblica Italiana nella circoscrizione VII Veneto per l'UDC.